# Laurent Vrijdaghs
Laurent Vrijdaghs (Keulen, 3 september 1971) is een Belgisch topambtenaar en politicus voor de liberale MR. Hij is sinds 2008 administrateur-generaal van de Regie der Gebouwen.

## Levensloop
Laurent Vrijdaghs studeerde voor burgerlijk ingenieur aan de Université de Mons en Université libre de Bruxelles. Van 1996 tot 2002 werkte hij in de privésector, onder meer bij Smet Boring. Vervolgens ging hij als stabiliteitsingenieur aan de slag op de studiedienst van de overheidsdienst Regie der Gebouwen en behaalde hij een master in publieksmanagement aan de Solvay Brussels School of Economics and Management. Van 2003 tot 2008 was hij kabinetsmedewerker van minister van Financiën Didier Reynders (MR), die tevens voor Regie der Gebouwen bevoegd was. Sinds 2008 is hij administrateur-generaal van de Regie der Gebouwen.
Sinds 2021 is hij tevens voorzitter van de raad van bestuur van luchtverkeersleider Skeyes. Verder is of was hij bestuurder van Infrabel, de nv Congrespaleis, GL Events Brussels en Open Kerken.
Vrijdaghs is sinds 2013 namens de MR gemeenteraadslid van Opzullik, waar hij tevens ondervoorzitter van Basket Club Silly en het Théâtre au vert is.